# Mark Buckingham

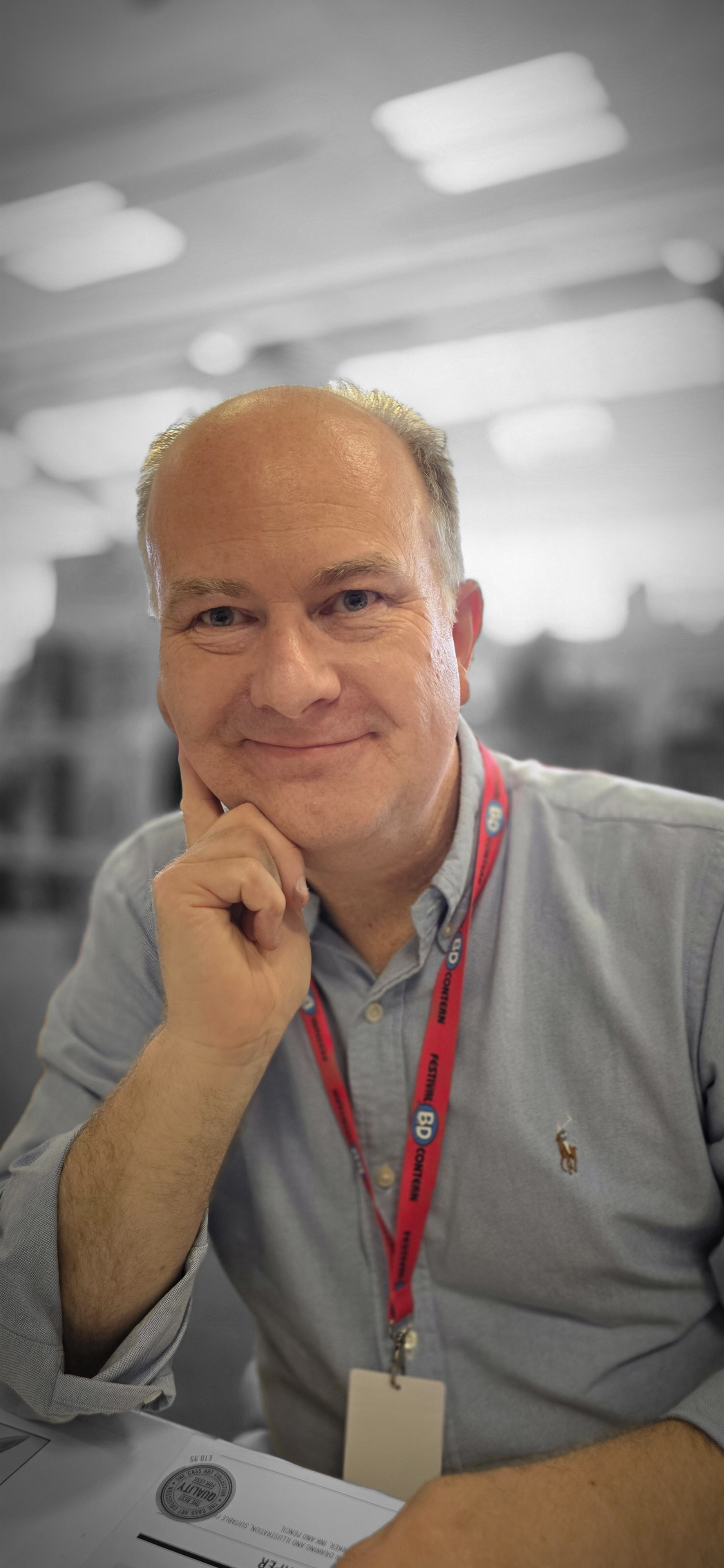
2025 beim Comicfestival in Contern

Mark Buckingham (* 23. Mai 1966 in Clevedon) ist ein britischer Comiczeichner. Buckingham machte sich vor allem als Zeichner der Comicserie Sandman einen Namen.

## Leben und Arbeit
Buckingham begann in den 1980er Jahren, als Zeichner für den britischen Verlag 2000AD zu arbeiten, für den er die von John Smith verfasste Reihe Tyranny Rex gestaltete. Aufgrund von Streitigkeiten wegen seiner Bezahlung trennte er sich wieder von 2000AD.
Seit den frühen 1990er Jahren betätigt Buckingham sich als Zeichner für US-amerikanische Verlage wie DC-Comics und Marvel Comics. Für DC gestaltete Buckingham vor allem Serien des verlagsinternen Vertigo-Imprints, das sich auf Comics für erwachsene Leser spezialisiert hat. Für Vertigo wurde Buckingham für solche Serien wie Sandman, Hellblazer und Fables tätig. Dabei arbeitete Buckingham besonders häufig mit dem Autor Neil Gaiman – der 2006 als Buckinghams Trauzeuge figurierte – zusammen.
Für Marvel Comics war Buckingham zeitweise als Tuschezeichner tätig. So inkte er Chris Bachalos Bleistiftvorzeichnungen für die Serien Generation X und Ghost Rider 2099.